# Johannes Freiherr von Campenhausen
Johannes Freiherr von Campenhausen (* 1935 in Wehrda, seit 1971 Teil von Haunetal/Hessen) war Lehrbeauftragter für Wirtschaftsinformatik an der Fachhochschule Fulda und war Vorsitzender der Neugründung der Deutschen Partei von 1994 bis 2001.

## Akademische Tätigkeit
Campenhausen war ab 1978 Professor für Wirtschaftsinformatik an der Fachhochschule Fulda. Bis zu seinem Renteneintritt führte er seinen Professorentitel. Dieser folgte nicht aus einer Habilitation, sondern aus seiner Lehrtätigkeit und war insoweit befristet vergeben.

## Politische Tätigkeit
1994 wurde von Campenhausen zum Vorsitzenden der Deutschen Partei gewählt. Er trat den Vorsitz ohne vorherige Mitgliedschaft in einer anderen politischen Partei an.
Unter seiner Führung wurde die Partei auch wegen ihrer Tendenz, Ansprüche auf die ehemaligen deutschen Ostgebiete zu erheben, vom Verfassungsschutz beobachtet.
Bei der Bundestagswahl 1998 kandidierte er erfolglos auf der niedersächsischen Landesliste der Kleinstpartei Bund freier Bürger.
In einem Interview mit der Zeitung Junge Freiheit im Jahr 2000 legte er das Ziel der Deutschen Partei offen: „Wir alle versuchen, die konservative Sammlung nunmehr seit einem Jahrzehnt zu realisieren …“.
Von Campenhausen trat in der Öffentlichkeit immer seltener auf, bis schließlich Heiner Kappel im Sommer 2001 die Parteiführung übernahm und von Campenhausen zum Ehrenvorsitzenden der Deutschen Partei ernannt wurde. Von Campenhausen zog sich aus der Deutschen Partei zurück, nachdem diese 2004 Gespräche mit der NPD geführt hatte, um eine politische Kooperation zu erreichen.

## Privates
Seine Eltern waren die deutsche Adelige Gudrun Freiin von Stein zu Nord- und Ostheim und der baltische Adlige Oskar von Campenhausen. Er wurde im Gelben Schloss Wehrda geboren, das sein Bruder Ulrich Freiherr von Campenhausen erbte, und ist Besitzer des Roten Schlosses Wehrda in Haunetal/Hessen, wo er seit 1975 mit seiner Frau lebt.